# Liste de sportifs allemands par discipline
La liste de sportifs allemands par discipline vise à rassembler les champions représentatifs de leur pays dans leur discipline. 
Doivent donc y figurer :
- des champions et médaillés olympiques
- des champions du monde
- des champions continentaux
- des champions nationaux.

Mais on peut y introduire des sportifs qui, sans avoir obtenu un palmarès exceptionnel, ont représenté leur pays au niveau international.

## Athlétisme

### Femmes
- Marie Dollinger (1910-1995), 4e sur 100 mètres aux Jeux olympiques d'été de 1932 et de 1936
- Ellen Braumüller (1910-1991), Médaille d'argent en lancer du javelot aux Jeux olympiques d'été de 1932
- Ursula Donath (1931), Médaille de bronze en 800 m aux Jeux olympiques d'été de 1960
- Karin Balzer (1938-2019), Médaille d'or sur 80 m haies aux Jeux olympiques d'été de 1964
- Renate Garisch-Culmberger (1939-2023), Médaille d'argent en lancer du poids aux Jeux olympiques d'été de 1964
- Ingrid Mickler-Becker (1942), Médaille d'or en pentathlon aux Jeux olympiques d'été de 1968
- Karin Burneleit (1943), Médaille d'or en 1 500 m aux Championnats d'Europe d'athlétisme 1971
- Christel Frese (1944), Médaille d'or sur 400 m aux Championnats d'Europe d'athlétisme en salle 1972
- Ruth Fuchs (1946), Médaille d'or en lancer du javelot aux Jeux olympiques d'été de 1972 et de 1976
- Hildegard Falck (1949), Médaille d'or sur 800 m aux Jeux olympiques d'été de 1972
- Marion Becker (1950), Médaille d'argent en lancer du javelot aux Jeux olympiques d'été de 1976
- Annelie Ehrhardt (1950), Médaille d'or sur 100 m haies aux Jeux olympiques d'été de 1972
- Christine Laser (1951), Médaille d'argent en pentathlon aux Jeux olympiques d'été de 1976
- Rosemarie Ackermann (1952), Médaille d'or en saut en hauteur aux Jeux olympiques d'été de 1976
- Bärbel Eckert (1955), Médaille d'or sur 200 m aux Jeux olympiques d'été de 1976 et de 1980
- Ingrid Auerswald (1957), Médaille d'or en relais 4 × 100 m et Médaille de bronze sur 100 mètres aux Jeux olympiques d'été de 1980
- Christina Lathan (1958), Médaille d'or en relais 4 × 400 m et Médaille d'argent sur 400 m aux Jeux olympiques d'été de 1976
- Ellen Fiedler (1958), Médaille de bronze sur 400 m haies aux Jeux olympiques d'été de 1988
- Marlies Göhr (1958), Médaille d'argent sur 100 m aux Jeux olympiques d'été de 1980 et Médaille d'or sur 100 m aux Championnats du monde d'athlétisme 1983
- Petra Felke (1959), Médaille d'or en lancer du javelot aux Jeux olympiques d'été de 1988
- Silke Möller (1960), Médaille d'or sur 100 m et 200 m aux Championnats du monde d'athlétisme 1987
- Anke Behmer (1961), Médaille d'or en heptathlon aux Championnats d'Europe d'athlétisme 1986
- Sabine Everts (1961), Médaille de bronze en heptathlon aux Jeux olympiques d'été de 1984
- Katrin Dörre-Heinig (1961), Médaille de bronze en marathon aux Jeux olympiques d'été de 1988
- Sabine Busch (1962), Médaille d'or sur 400 m aux Championnats du monde d'athlétisme en salle 1987
- Diana Gansky (1936), Médaille d'argent en lancer du disque aux Jeux olympiques d'été de 1988
- Heike Drechsler (1964), Médaille d'or en saut en longueur aux Championnats du monde d'athlétisme 1983 et en 1993, Médaille d'or en saut en longueur aux Jeux olympiques d'été de 1992 et de 2000
- Sabine Braun (1965), Médaille de bronze en heptathlon aux Jeux olympiques d'été de 1992
- Karen Forkel (1970), Médaille de bronze en lancer du javelot aux Jeux olympiques d'été de 1992
- Tanja Damaske (1971), Médaille d'or en lancer du javelot aux Championnats d'Europe d'athlétisme 1998
- Grit Breuer (1972), Médaille d'or sur 400 m aux Championnats d'Europe d'athlétisme 1998
- Kirsten Bolm (1975), Championne Allemande en 100 m haies de 2000 à 2002 et de 2004 à 2006
- Annika Becker (1981), Médaille d'argent en saut en hauteur aux Championnats du monde d'athlétisme 2003

- Evelin Jahl (° 1956), championne olympique du lancer du disque (1976 et 1980), championne d'Europe (1978).
- Ulrike Meyfarth (° 1956), championne olympique du saut en hauteur (1972, 1984), médaille d'argent du saut en hauteur aux championnats du monde (1983).
- Marita Koch (° 1957), médaille d'or sur 400 m aux Jeux olympiques d'été de 1980 à Moscou et actuelle détentrice du record du monde du 400 m

### Hommes
| - Hanns Braun (1886-1918), Médaille d'argent en relais olympique et médaille de bronze sur 800 m aux Jeux olympiques d'été de 1908 - Joachim Büchner (1905-1978), Médaille de bronze sur 400 m aux Jeux olympiques d'été de 1928 - Wolrad Eberle (1908-1949), Médaille de bronze en décathlon aux Jeux olympiques d'été de 1932 - Erwin Blask (1910-1999), Médaille d'argent en lancer du marteau aux Jeux olympiques d'été de 1936 - Alfred Dompert (1914-1991), Médaille de bronze en steeple aux Jeux olympiques d'été de 1936 - Heinz Fütterer (1931), Médaille d'or sur 100 m et 200 m aux Championnats d'Europe d'athlétisme 1954 - Hans Grodotzki (1936), Médaille d'argent sur 5 000 mètres et sur 10 000 mètres aux Jeux olympiques d'été de 1960 - Peter Frenkel (1939), Médaille d'or en Marche athlétique (20 km) aux Jeux olympiques d'été de 1972 - Klaus Beer (1942), Médaille d'argent en saut en longueur aux Jeux olympiques d'été de 1968 - Kurt Bendlin (1943), Médaille de bronze en décathlon aux Jeux olympiques d'été de 1968 - Uwe Beyer (1945-1993), Médaille de bronze en lancer du marteau aux Jeux olympiques d'été de 1964 - Jörg Drehmel (1945), Médaille d'argent en lancer du javelot aux Jeux olympiques d'été de 1972 - Hans Baumgartner (1949), Médaille d'argent en saut en longueur aux Jeux olympiques d'été de 1972 - Hartmut Briesenick (1949), Médaille de bronze en lancer du poids aux Jeux olympiques d'été de 1972 - Waldemar Cierpinski (1950), Médaille d'or en marathon aux Jeux olympiques d'été de 1976 et de 1980 - Rolf Danneberg (1953), Médaille d'or en lancer du disque aux Jeux olympiques d'été de 1984 - Hartwig Gauder (1954), Médaille d'or en Marche athlétique (50 km) aux Jeux olympiques d'été de 1980 - Frank Baumgartl (1955, Médaille de bronze en steeple aux Jeux olympiques d'été de 1976 - Udo Beyer (1955), Médaille d'or en lancer du poids aux Jeux olympiques d'été de 1976 - Volker Beck (1956), Médaille d'or sur 400 m haies aux Jeux olympiques d'été de 1980 - Olaf Beyer (1957, Médaille d'or sur 800 m aux Championnats d'Europe d'athlétisme 1978 - Lutz Dombrowski (1959), Médaille d'or en saut en longueur aux Jeux olympiques d'été de 1980 - Frank Emmelmann (1961), Médaille d'or sur 100 m aux Championnats d'Europe d'athlétisme 1982 - Jörg Freimuth (1961), Médaille de bronze en saut en hauteur aux Jeux olympiques d'été de 1980 - Dieter Baumann (1965), Médaille d'or sur 5 000 mètres aux Jeux olympiques d'été de 1992 - Carsten Eich (1970), Champion allemand sur 10 000 mètres, en semi-marathon et en marathon - Frank Busemann (1975), Médaille d'argent en décathlon aux Jeux olympiques d'été de 1996 - Andreas Erm (1976), Médaille de bronze en marche athlétique (50 km) aux Championnats du monde d'athlétisme 2003 - Danny Ecker (1977), Médaille de bronze en saut en hauteur aux Championnats du monde d'athlétisme 2007 - Ralf Bartels (1978), Médaille d'or en lancer du poids aux Championnats d'Europe d'athlétisme 2006 - Armin Hary (° 1937), champion olympique aux Jeux de Rome en 1960 du 100 mètres et du relais 4 × 100 mètres - Rudolf Harbig (1913-1944), coureur de demi-fond, recordman du monde du 400 mètres (1939), du 800 mètres (1939) et du 1 000 mètres (1941). - Dietmar Mögenburg (° 1961), sauteur en hauteur. - Harald Schmid (° 1957), coureur de 400 mètres haies. - Klaus Wolfermann (° 1946), spécialiste du lancer du javelot, champion olympique aux Jeux de Munich en 1972. |

## Sport automobile
- Kurt Adolff (° 1921), Formule 1
- Kurt Ahrens (° 1940), Formule 1

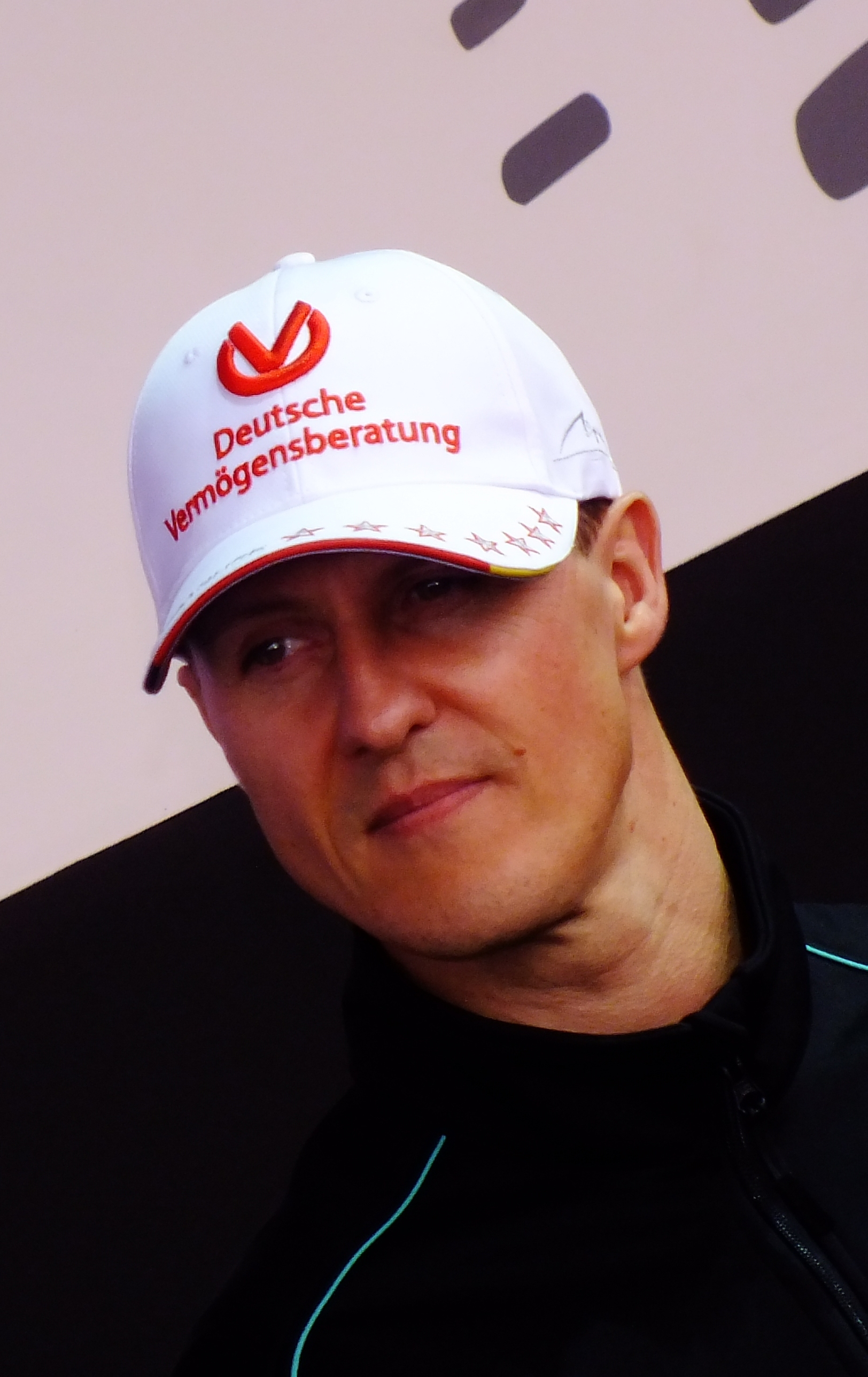
Michael Schumacher

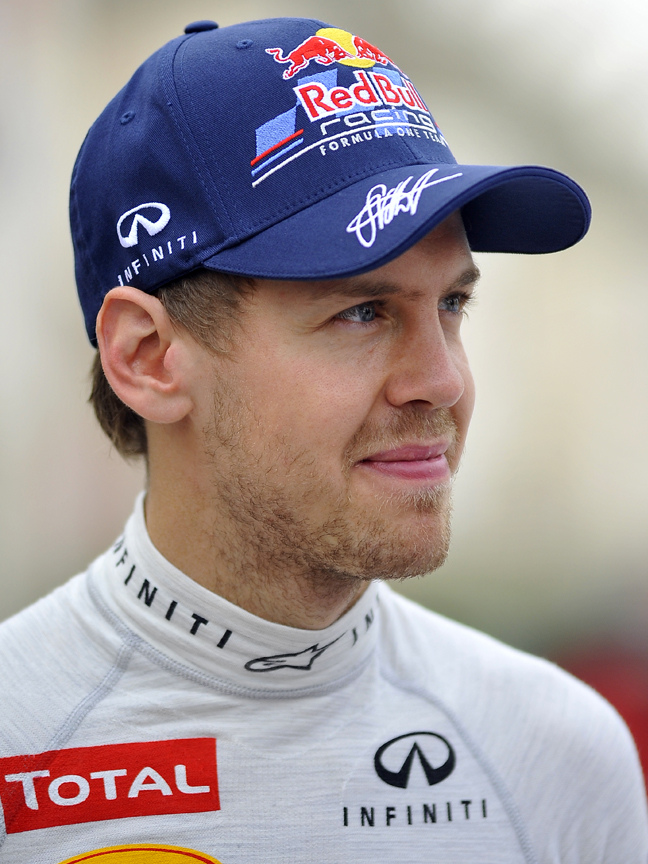
Sebastian Vettel

- Edgar Barth (1917-1965), Formule 1, Formule 2
- Erwin Bauer (1912-1958), Formule 1
- Frank Biela, (° 1964), 5 fois vainqueur des 24 Heures du Mans en 2000, 2001, 2002, 2006 et 2007, Vainqueur du DTM en 1991
- Stefan Bellof (1957-1985), Formule 1
- Manfred von Brauchitsch (1905-2003), légendaire pilote Mercedes dans les années 1930
- Christian Danner, (° 1958), Formule 1, Formule 3000
- Heinz-Harald Frentzen, (° 1967), Formule 1, DTM
- Timo Glock, (° 1982), Formule 1, Champ Car, GP2 Series
- Nick Heidfeld (° 1977), Formule 1
- Nico Hülkenberg, (° 1987), A1 Grand Prix, Formule 3 Euroseries, Formule 1
- Jutta Kleinschmidt, (° 1962), Rallye-raid
- André Lotterer, (° 1981), Vainqueur des 24 Heures du Mans
- Walter Röhrl (° 1947), Rallye
- Nico Rosberg, (° 1985), Formule 1, champion du monde (2016)
- Bernd Schneider (° 1964), Formule 1, DTM
- Hans-Joachim Stuck, (° 1951), Formule 1, Endurance, DTM, Vainqueur des 24 Heures du Mans
- Michael Schumacher (° 1969), Formule 1, sept fois champion du monde (1994, 1995, 2000, 2001, 2002, 2003, 2004)
- Ralf Schumacher (° 1975), Formule 1
- Adrian Sutil (° 1983), Formule 1
- Sebastian Vettel (° 1987), World Series by Renault,  Formule 1, quatre fois champion du monde (2010, 2011, 2012, 2013)
- Wolfgang von Trips (1928-1961), Formule 1
- Joachim Winkelhock (° 1960), Formule 1, Endurance, DTM, Vainqueur des 24 Heures du Mans
- Manfred Winkelhock (1951-1985), Formule 1
- Markus Winkelhock (1980), Formule 1

## Baseball
- Roland Hoffmann (° 1936), meilleur joueur du championnat d'Europe 1967, entraîneur de l'équipe nationale de 1982 à 1993
- Stephan Jäger (° 1968), capitaine de l'équipe nationale de 1989 à 1995

## Basket-ball
- Dirk Nowitzki (° 1978),  joue en NBA aux Dallas Mavericks
- Detlef Schrempf (° 1963), a joué en NBA de 1985 à 2001 aux Dallas Mavericks, Indiana Pacers, Seattle Supersonics et Portland Trail Blazers

## Biathlon

### Hommes
- Dieter Speer
- Frank Ullrich
- Matthias Jacob
- Peter Angerer (° 1959)- Médaille d'or aux Jeux olympiques d'hiver de 1984 et diverses autres médailles
- Mark Kirchner
- Frank-Peter Roetsch
- Peter Sendel
- Sven Fischer (° 1971)
- Michael Greis (° 1976)
- Frank Luck (° 1967)
- Andreas Birnbacher (° 1981)- Médaille d'or aux championnats du monde junior en 2000 et 2001 et diverses autres médailles
- Fritz Fischer
- Ricco Groß
- Michael Rösch
- Simon Schempp
- Erik Lesser

### Femmes
- Antje Harvey

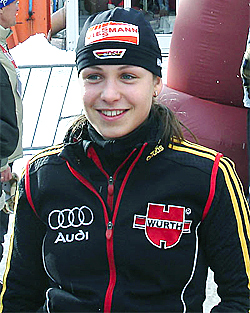
Magdalena Neuner

- Petra Behle (° 1969) - Médaille d'or aux championnats du monde en 1988, 1989 et de 1991 à 1997 et diverses autres médailles
- Simone Greiner-Petter-Memm
- Magdalena Neuner (° 1987)
- Kati Wilhelm (° 1976)
- Katrin Apel (° 1973) - Médaille d'or avec l'équipe de relais aux Jeux olympiques d'hiver de 1998 et de 2002 et diverses autres médailles
- Uschi Disl (° 1970) - Médaille d'or avec l'équipe de relais aux Jeux olympiques d'hiver de 1998 et de 2002, Médaille d'or aux championnats du monde 1995 et 2005 et diverses autres médailles
- Martina Glagow
- Andrea Henkel
- Martina Zellner
- Laura Dahlmeier

## Bobsleigh
- Matthias Hoepfner (° 1975), champion d'Europe de bob à 2 (2004)
- Rene Hoppe (° 1975), champion olympique de bob à 4 (2006)
- Wolfgang Hoppe (° 1957), champion du monde de bob à 2 (1985, 1986, 1989) et de bob à 4 (1984, 1991, 1995, 1997), champion olympique de bob à 2 (1984) et de bob à 4 (1984)
- Kevin Kuske (° 1979), champion du monde de bob à 2 (2003) et de bob à 4 (2003, 2004, 2005), champion olympique de bob à 2 (2006) et de bob à 4 (2002, 2006) (avec Andre Lange)
- Andre Lange, (° 1973), champion du monde de bob à 2 (2003) et de bob à 4 (2003, 2004, 2005), champion olympique de bob à 2 (2006 et 2010) et de bob à 4 (2002, 2006) (avec Kevin Kuske) et vice-champion olympique 2010 de bob à 4
- Christoph Langen (° 1962), champion du monde de bob à 2 (1991) et de bob à 4 (1993, 1995, 1996, 2000, 2001), champion olympique de bob à 4 (1998, 2002)
- Martin Putze (° 1985), champion du monde de bob à 4 (2005),  champion olympique de bob à 4 (2006)
- René Spies (° 1973), champion d'Europe de bob à 2 (2003)

## Boxe

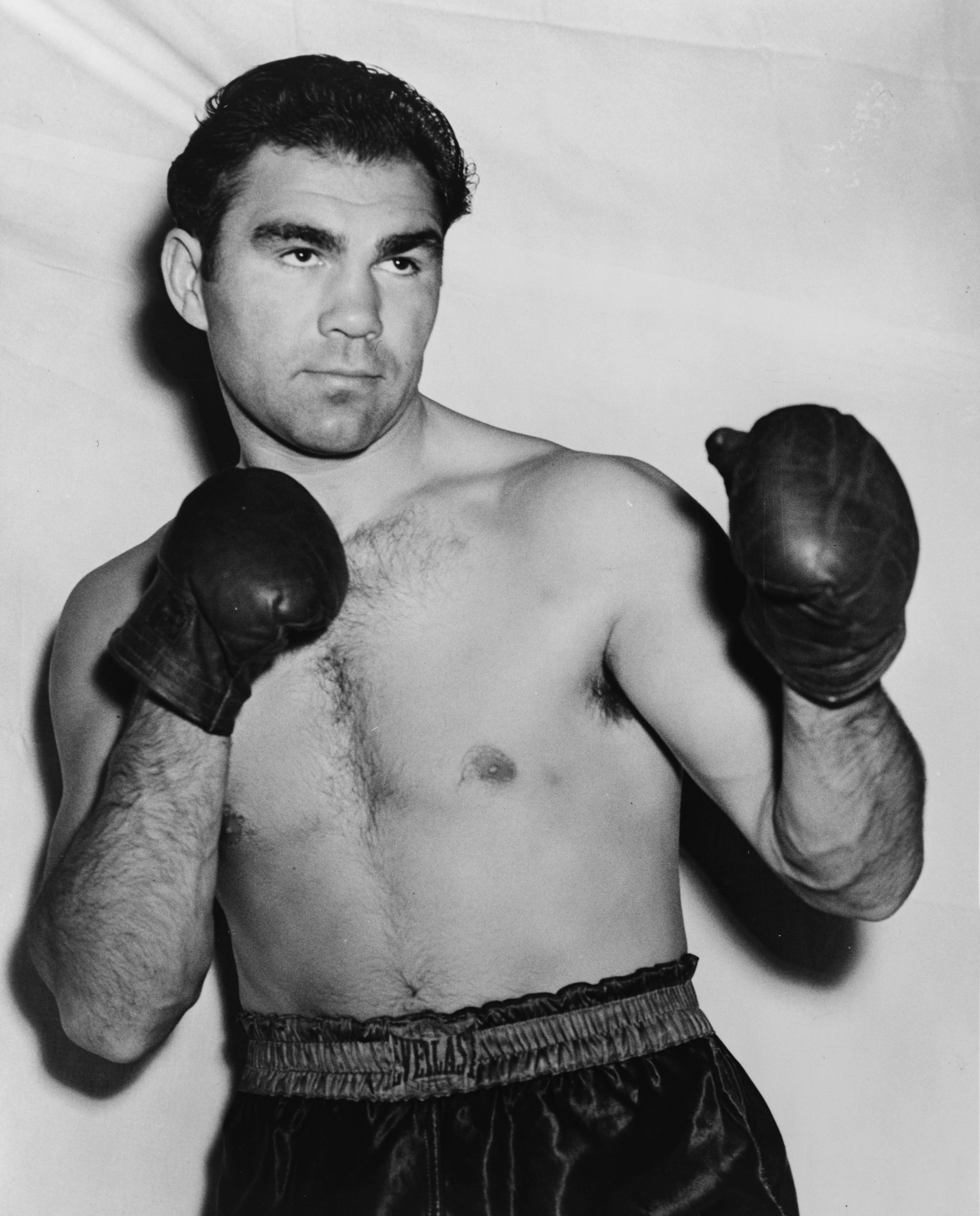
Max Schmeling

- Arthur Abraham (° 1980), champion du monde IBF des poids Moyens (- 75 kg)  depuis décembre 2005, 21 victoires (dont 17 par K.O) en 21 combats.
- Markus Beyer (° 1971), champion du monde IBF des poids Super mi-moyens (- 71 kg), champion du monde WBC des poids Super mi-moyens (- 71 kg) du 23 octobre 1999 au 6 mai 2000, du 5 avril 2003 au 5 juin 2004 et depuis le 9 octobre 2004.
- Jürgen Blin (° 1943), champion d'Europe des poids lourds en 1972, battu par K.O pour le titre mondial de la catégorie par Mohamed Ali le 26 décembre 1971.
- Adnan Ćatić (dit Felix Sturm) (° 1979), champion du monde WBO des poids Moyens (- 75 kg)  du 13 septembre 2003 au 5 juin 2004, champion du monde WBA des poids Moyens (- 75 kg)  du 11 mars au 15 juillet 2006.
- Jürgen Fanghänel (° 1951), médaille de bronze dans la catégorie des poids Moyens (- 75 kg)  pour la République démocratique allemande aux Jeux olympiques de Moscou en 1980.
- Rudi Fink (° 1958), champion olympique dans la catégorie des poids Plume (- 57 kg)  pour la République démocratique allemande aux Jeux olympiques de Moscou  en 1980.
- Peter Hussing (° 1948), médaille de bronze dans la catégorie des poids lourds pour l'Allemagne de l'Ouest aux Jeux olympiques de Munich en 1972.
- Willy Kaiser (1912-1986), champion olympique en mouche aux Jeux de Berlin en 1936.
- Sebastian Köber (° 1979), médaille de bronze dans la catégorie des poids lourds aux Jeux olympiques de Sydney en 2000.
- Luan Krasniqi (° 1971), médaille de bronze dans la catégorie des poids lourds aux Jeux olympiques d'Atlanta en 1996.
- Zoltan Lunka (° 1970), médaille de bronze dans la catégorie des poids Mouche (- 51 kg) aux Jeux olympiques d'Atlanta en 1996.
- Henry Maske (° 1964), champion olympique dans la catégorie des poids lourds-légers pour la République démocratique allemande aux Jeux olympiques de Séoul  en 1988, champion du monde IBF des poids lourds-légers de 1993 à 1996.
- Torsten May (° 1969), champion olympique dans la catégorie des poids lourds-légers aux Jeux olympiques de Barcelone en 1992.
- Sven Ottke (° 1967), champion du monde IBF (depuis le 24 octobre 1998) et WBA (depuis le 15 mars 2003) des poids Super mi-moyens (- 71 kg) jusqu'à son retrait invaincu le 27 avril 2004.
- Marco Rudolph (° 1970), champion du monde amateur (1991, en battant Oscar de la Hoya et 1994), médaille d'argent dans la catégorie des poids Légers (- 60 kg) aux Jeux olympiques de Barcelone en 1992 (battu par Oscar de la Hoya).
- Max Schmeling (1905-2005), champion du monde des poids lourds (juin 1930 à juin 1932), 56 victoires en 70 combats.
- Axel Schulz (° 1968), Battu trois fois pour le titre de champion du monde IBF des poids lourds par George Foreman (1995), par François Botha (1995) et par Michael Moorer (1996), les deux premières de manière controversée.
- Vitali Tajbert (° 1982), champion du monde junior dans la catégorie des poids Plume (- 57 kg) (2000), médaille d'argent dans la même catégorie, au championnat du monde amateur (2003), champion d'Europe amateur dans la même catégorie (2004), médaille de bronze dans la même catégorie aux Jeux olympiques d'Athènes en 2004.
- Andreas Tews (° 1968), médaille d'argent dans la catégorie des poids Mouche (- 51 kg) pour la République démocratique allemande aux Jeux olympiques de Séoul  en 1988, champion olympique dans la catégorie des poids Plume (- 57 kg) aux Jeux olympiques de Barcelone  en 1992.
- Thomas Ulrich (° 1975), médaille de bronze dans la catégorie des poifds lourds-légers aux Jeux olympiques d'Atlanta en 1996.
- Andreas Zülow (° 1965), champion olympique dans la catégorie des poids Légers (- 60 kg) pour la République démocratique allemande aux Jeux olympiques de Séoul  en 1988.

## Équitation
- Otto Becker, saut d'obstacles
- Ludger Beerbaum, saut d'obstacles
- Markus Beerbaum, saut d'obstacles

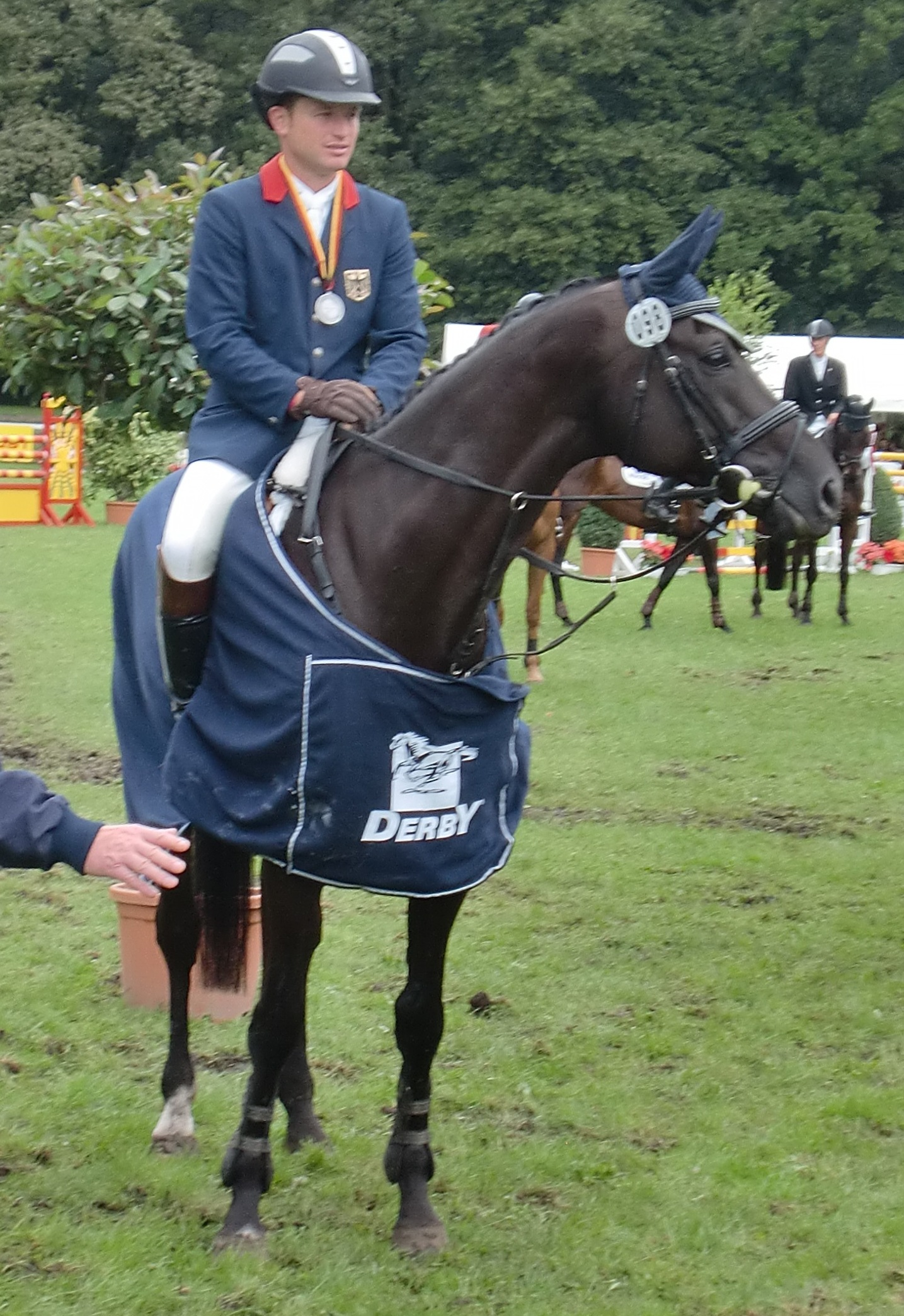
Michael Jung (avec River of Joy)

- Meredith Michaels-Beerbaum, saut d'obstacles
- Marcus Ehning, saut d'obstacles
- Alwin Schockemöhle, saut d'obstacles
- Franke Sloothaak, saut d'obstacles
- Michael Jung, concours complet, médaille d'or aux Jeux olympiques de Londres (individuel et par équipes) et aux Jeux olympiques de Rio (individuel)

## Cyclisme sur piste
- Jens Fiedler (° 1970), double champion olympique (1992) et (1996)

## Cyclisme sur route

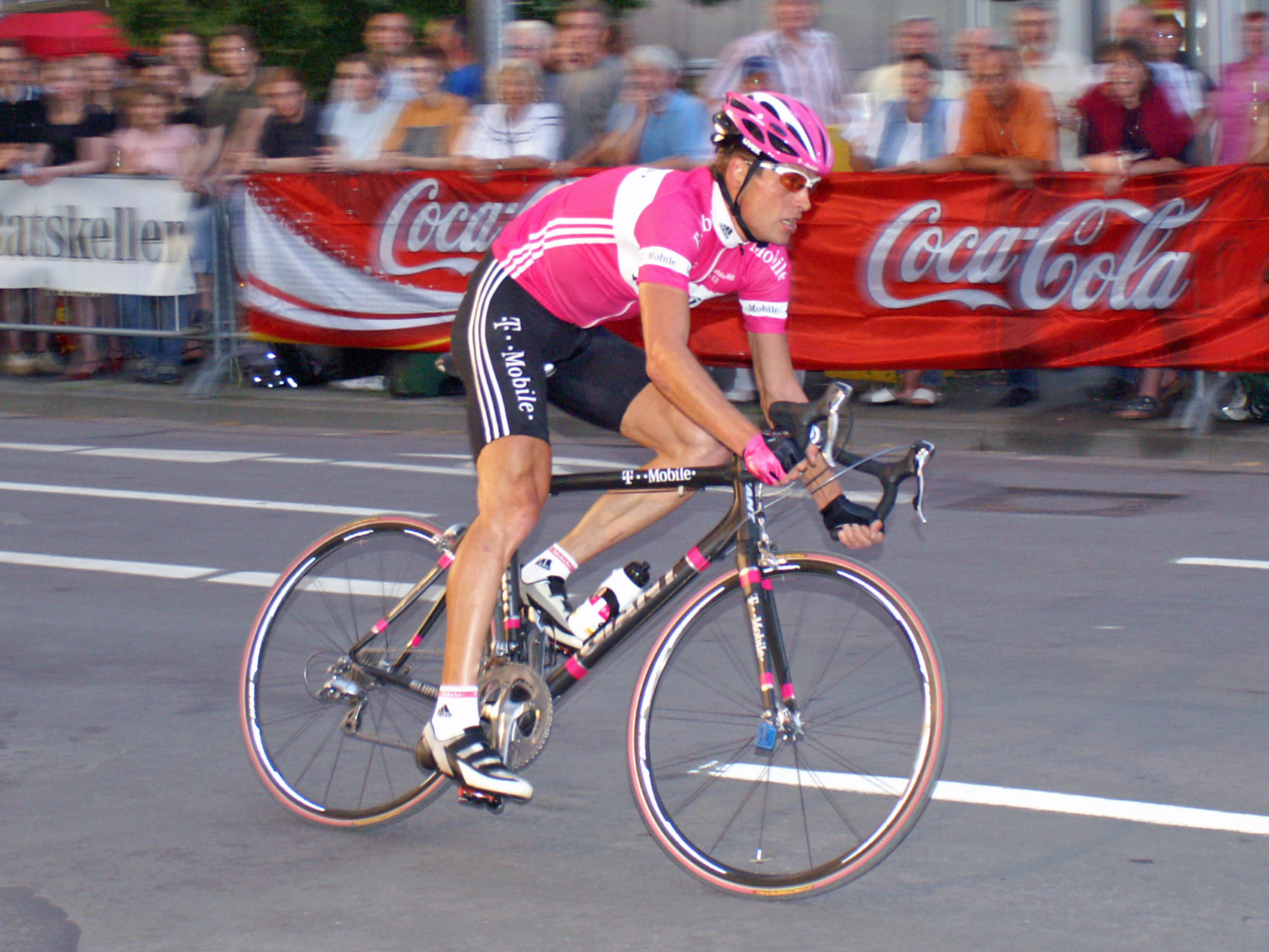
Jan Ullrich

- Rudi Altig (° 1937), champion du monde sur route (1966)
- Eric Baumann (° 1980),
- Andreas Kappes (° 1965),
- Andreas Klöden (° 1975), 3e des Jeux olympiques de course en ligne en 2000, 2e du Tour de France 2004 et du Tour de France 2006
- Olaf Ludwig (° 1960), champion olympique sur route (1988),  vainqueur de la Coupe du monde (1992),
- Dietrich Thurau (° 1954)
- Jan Ullrich (° 1973), Vainqueur du Tour de France (7 victoires d'étape) en 1997, Champion olympique de course en ligne en 2000 à Sydney, champion du monde CLM (1999) et (2001)
- Marcel Wüst (° 1967), 120 victoires entre 1989 et 2001
- Erik Zabel (° 1970), vainqueur de la Coupe du monde (2000), vice-champion du monde sur route (2004 et 2006) et 6 fois maillot vert sur le Tour de France (1996, 1997, 1998, 1999, 2000 et 2001)

## Football

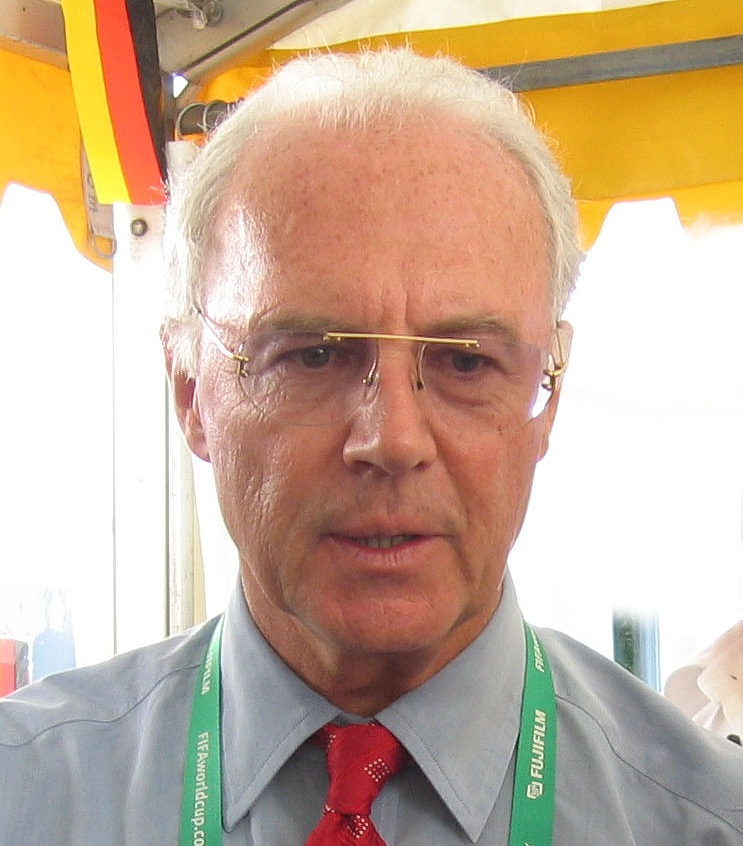
Franz Beckenbauer

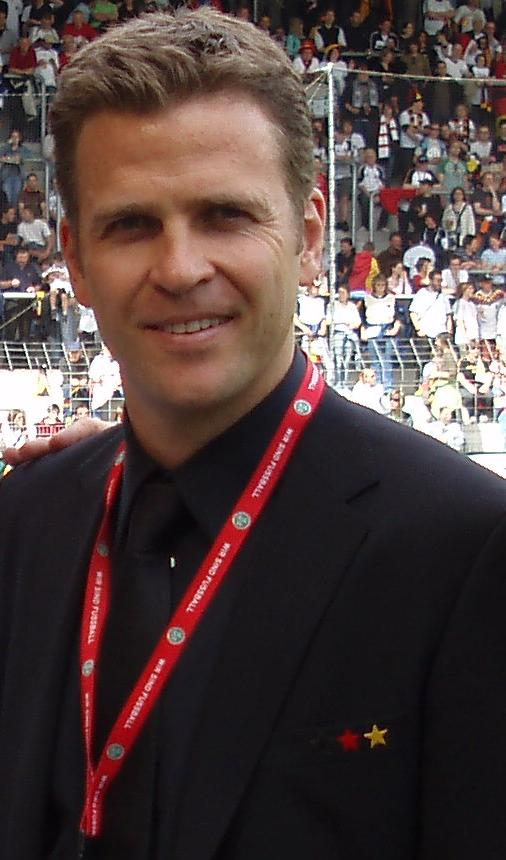
Oliver Bierhoff

- Klaus Allofs (° 1957), Vainqueur du Championnat d'Europe de football 1980
- Klaus Augenthaler (° 1957), champion du monde 1990
- Michael Ballack (° 1976),
- Franz Beckenbauer (1945-2024), champion du monde 1974
- Oliver Bierhoff (° 1968), vainqueur du Championnat d'Europe de football 1996
- Horst Blankenburg (° 1947),
- Jérôme Boateng (° 1988), champion du monde 2014
- Andreas Brehme (° 1960), champion du monde 1990
- Paul Breitner (° 1951), champion du monde 1974
- Hans-Peter Briegel (° 1955),
- Julian Draxler (° 1993), champion du monde 2014
- Lothar Emmerich (1941-2003),
- Karl-Heinz Förster (1958), Vainqueur du Championnat d'Europe de football 1980
- Mario Götze (° 1992) champion du monde 2014
- Dietmar Hamann (1973),
- Oliver Kahn (1969), vainqueur du Championnat d'Europe de football 1996.
- Jürgen Klinsmann (° 1964), champion du monde 1990
- Miroslav Klose (° 1978), champion du monde 2014
- Karl-Heinz Körbel (° 1954),
- Christoph Kramer (° 1991), champion du monde 2014
- Toni Kroos (° 1990), champion du monde 2014
- Philipp Lahm (° 1983) champion du monde 2014
- Jens Lehmann (° 1969),
- Moritz Leitner (° 1992)
- Sepp Maier, (° 1944), champion du monde 1974
- Lothar Matthäus (° 1961), champion du monde 1990
- Gerd Müller (° 1945), champion du monde 1974
- Thomas Müller (° 1989) champion du monde 2014
- Manuel Neuer (° 1986) champion du monde 2014
- Mesut Özil (° 1988) champion du monde 2014
- Lukas Podolski (° 1985), champion du monde 2014
- Marco Reus (° 1989)
- Karl-Heinz Rummenigge (° 1955),
- Matthias Sammer (° 1967), vainqueur du Championnat d'Europe de football 1996
- Karl-Heinz Schnellinger (° 1939), champion du monde 1974
- Helmut Rahn (1929-2003), champion du monde 1954
- Harald Schumacher (° 1954),
- André Schürrle, champion du monde 2014
- Bernd Schuster (° 1959),
- Bastian Schweinsteiger (° 1984) champion du monde 2014
- Toni Turek (1919-1984), champion du monde 1954
- Rudi Völler (° 1960), champion du monde 1990
- Fritz Walter (1920-2002), champion du monde 1954

## Golf
- Bernhard Langer (° 1957)

## Gymnastique
- Konrad Frey (1909-1974), triple champion olympique (cheval d'arçons, barres parallèles et par équipes) aux Jeux de Berlin en 1936.
- Alfred Schwarzmann (1912-2000), champion olympique du concours individuel aux Jeux de Berlin en 1936.
- Walter Steffens (1908-2006), spécialiste du cheval d'arçons, champion olympique par équipes aux Jeux de Berlin en 1936.

## Haltérophilie
- Karl-Heinz Radschinsky, champion olympique en 1984.

## Handball

### Hommes

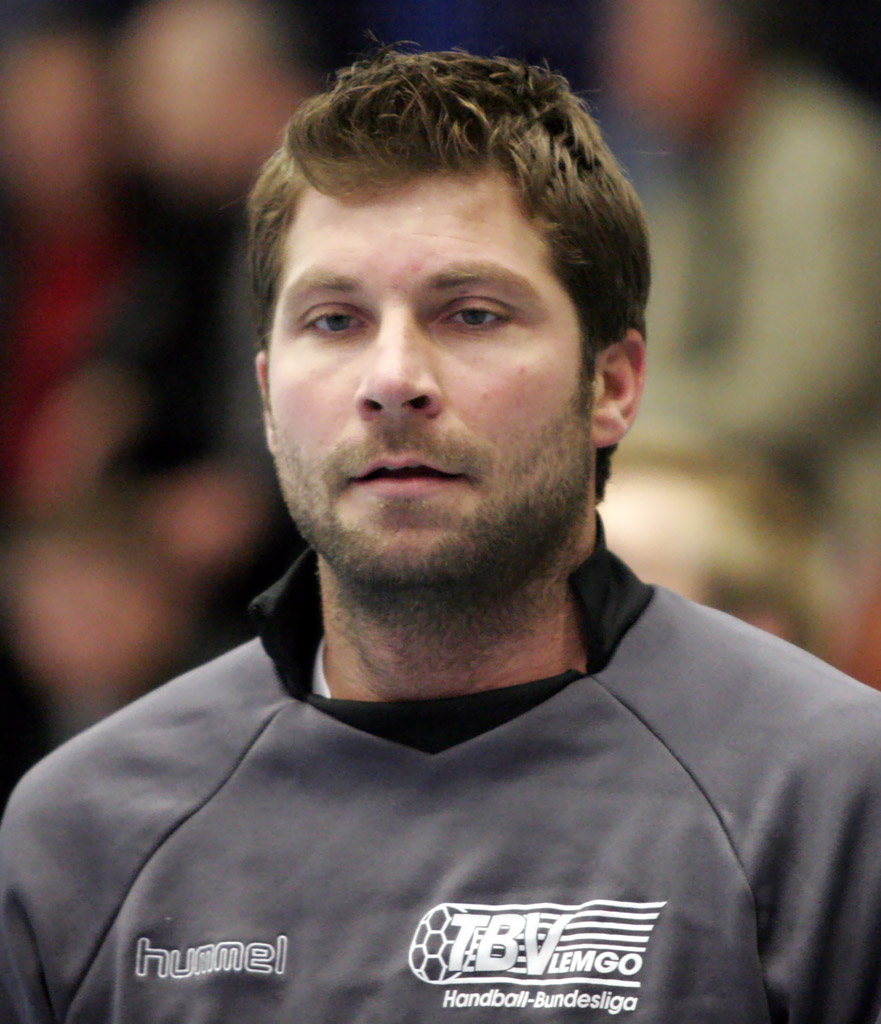
Daniel Stephan, élu meilleur joueur du monde en 1998.

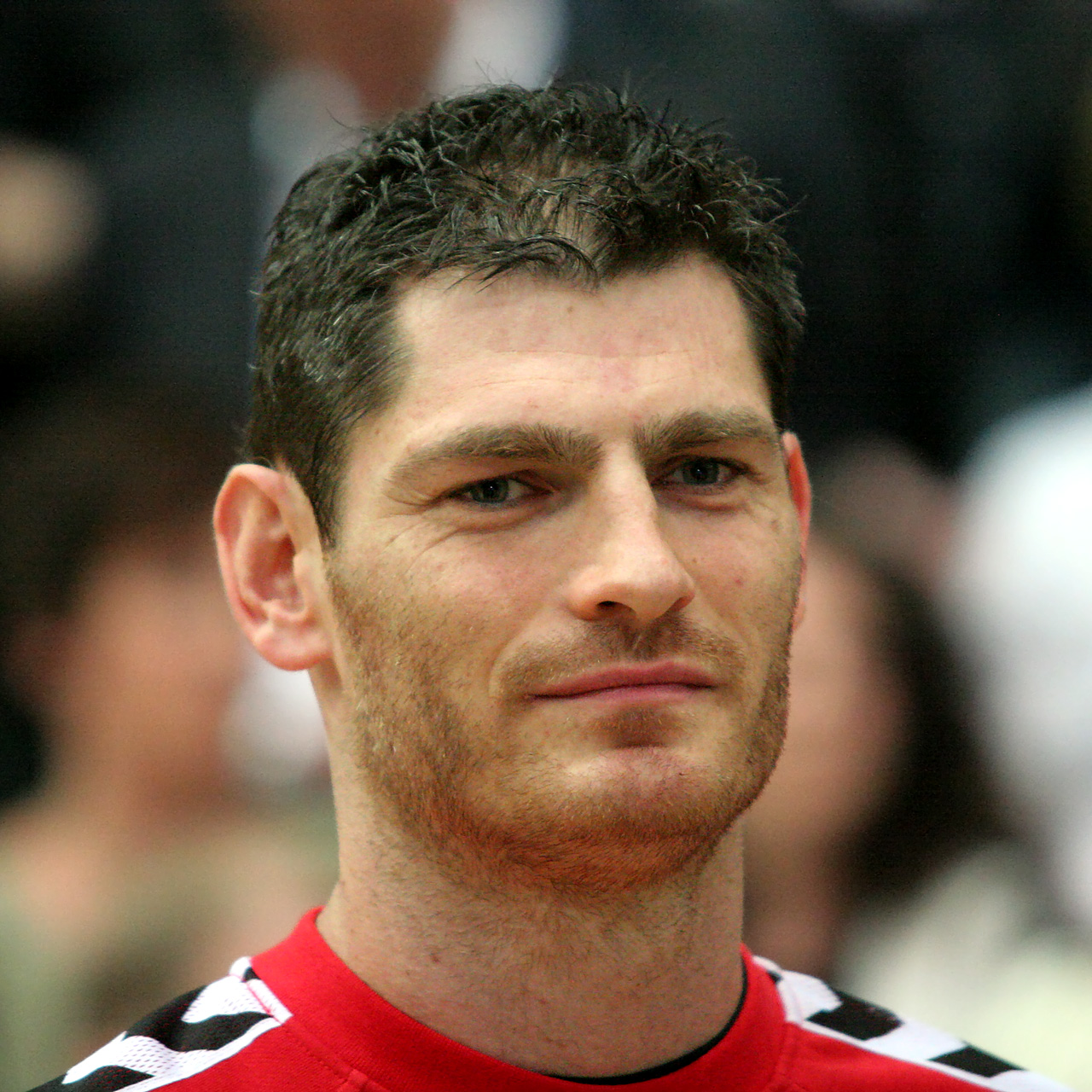
Henning Fritz, élu meilleur joueur du monde en 2004.

- Markus Baur (° 1971), demi-centre, champion du monde en 2007, champion d'Europe en 2004.
- Johannes Bitter (° 1982), gardien de but, champion du monde en 2007.
- Richard Boczkowski (° 1957), champion du monde en 1978.
- Manfred Freisler (° 1957), arrière, champion du monde en 1978.
- Henning Fritz (° 1974), gardien de but, champion du monde en 2007, champion d'Europe en 2004.
- Pascal Hens (° 1980), arrière gauche, champion du monde en 2007, champion d'Europe en 2004.
- Karl Herbolzheimer (1915-2007), gardien de but, champion du monde en 1938.
- Manfred Hofmann (° 1948), gardien de but, champion du monde en 1978, 5 fois champion d'Allemagne (1973, 1978, 1979, 1980, 1981).
- Torsten Jansen (° 1976), ailier gauche, champion du monde en 2007, champion d'Europe en 2004.
- Dominik Klein (° 1983), ailier gauche, champion du monde en 2007.
- Andrej Klimovets (° 1974), pivot, champion du monde en 2007.
- Carsten Lichtlein (° 1980), gardien de but, champion du monde en 2007, champion d'Europe en 2004.
- Peter Meisinger, (° 1954), 5 fois champion d'Allemagne (1978, 1979, 1980, 1981 et 1984).
- Volker Michel (° 1973), arrière droit, champion du monde en 2007,
- Christian Schwarzer (° 1969), pivot, champion du monde en 2007, champion d'Europe en 2004.
- Daniel Stephan (° 1973), arrière gauche, élu meilleur joueur du monde en 1998, champion d'Europe en 2004.
- Hans Theilig (1914-1976), champion olympique en 1936, champion du monde en 1938.
- Dieter Waltke (° 1954), ailier gauche, champion du monde en 1978.
- Christian Zeitz (° 1980), champion du monde en 2007, champion d'Europe en 2004.

## Hockey sur glace

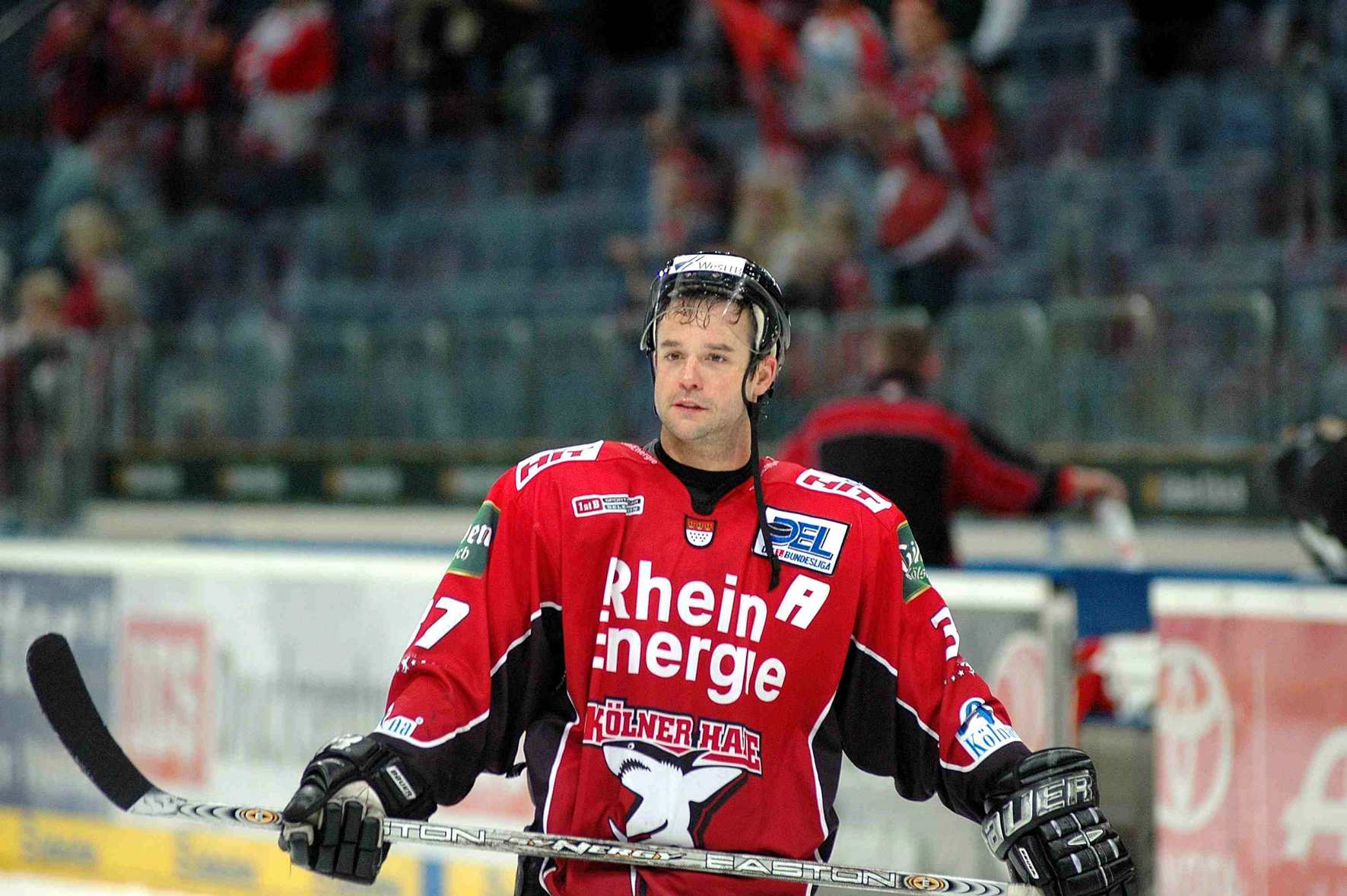
Tino Boos

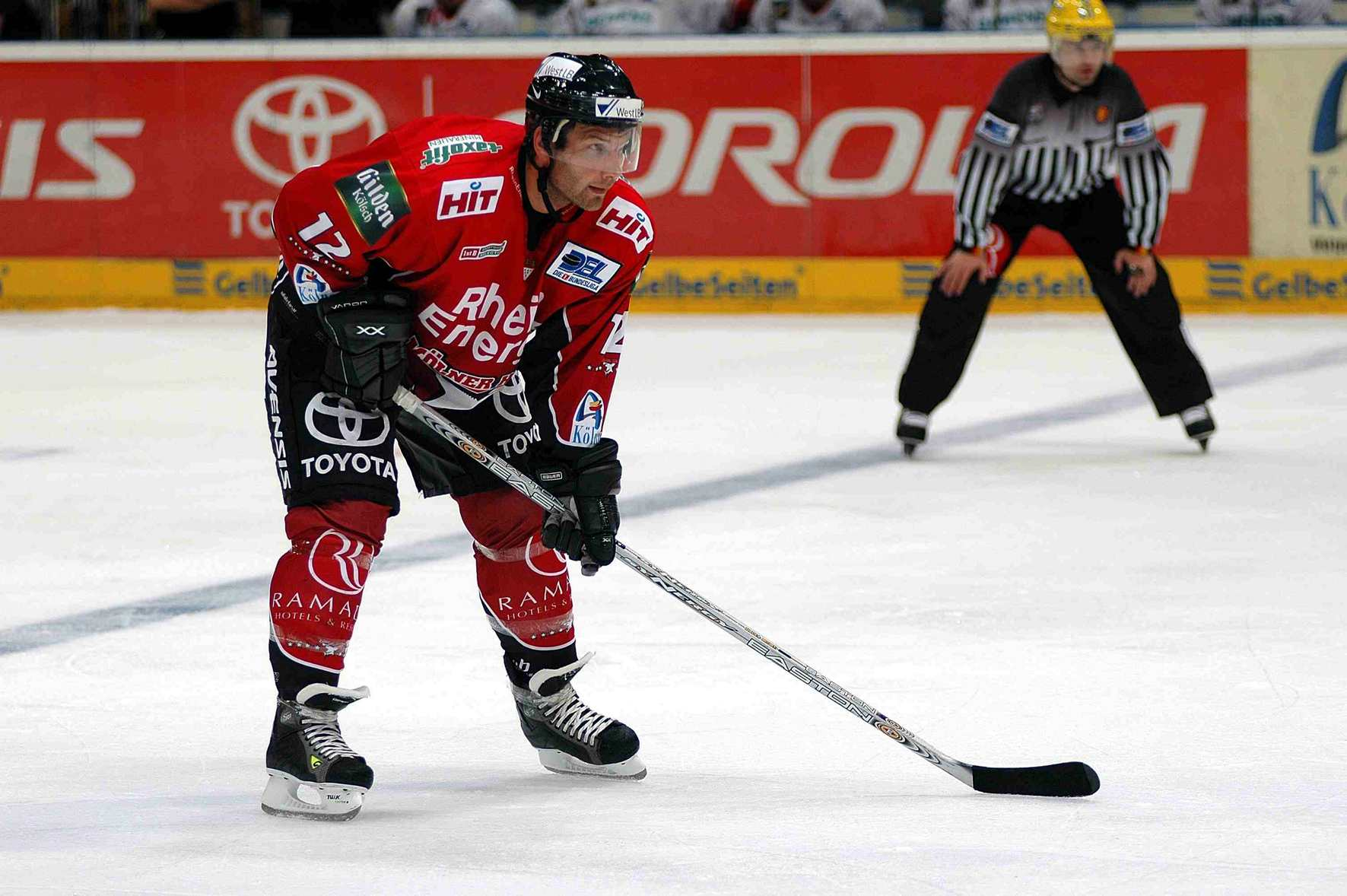
Mirko Lüdemann

- Klaus Auhuber, médaille de bronze aux Jeux olympiques (1976).
- Alexander Barta
- Ignaz Berndaner, médaille de bronze aux Jeux olympiques (1976).
- Tino Boos (° 1975).
- Wolfgang Boos, médaille de bronze aux Jeux olympiques (1976).
- Florian Busch
- Christian Ehrhoff (° 1982).
- Max Fedra (° 1954).
- Sven Felski
- Petr Fical
- Christian Folgl
- Lorenz Funk, médaille de bronze aux Jeux olympiques (1976).
- Marcel Goc (° 1983).
- Sascha Goc
- Thomas Greiss
- Georg Hermann (° 1955).
- Martin Hinterstocker, médaille de bronze aux Jeux olympiques (1976).
- Karl Huber
- Klaus Kathan
- Anton Kehle, médaille de bronze aux Jeux olympiques (1976).
- Udo Kiessling, médaille de bronze aux Jeux olympiques (1976).
- Walter Köberle, médaille de bronze aux Jeux olympiques (1976).
- Lasse Kopitz
- Daniel Kreutzer
- Martin Kronberger (° 1951).
- Uwe Krupp (° 1965).
- Olaf Kölzig (° 1970).
- Ernst I. Köpf, médaille de bronze aux Jeux olympiques (1976).
- Erich Kühnhackl, médaille de bronze aux Jeux olympiques (1976).
- Robert Leask
- Eduard Lewandowski
- Tomas Martinec
- Stefan Metz, médaille de bronze aux Jeux olympiques (1976).
- Robert Müller
- Rainer Philipp, médaille de bronze aux Jeux olympiques (1976).
- Franz Reindl, médaille de bronze aux Jeux olympiques (1976).
- Andreas Renz
- Gerd Schnabl
- Christoph Schubert (° 1982).
- Dennis Seidenberg
- Stefan Schauer
- Alois Schloder (° 1947), médaille de bronze aux Jeux olympiques (1976).
- Marco Sturm
- Alexander Sulzer
- Rudolf Thanner, médaille de bronze aux Jeux olympiques (1976).
- Gerd Truntschka (° 1958).
- Stefan Ustorf (° 1974).
- Josef Völk, médaille de bronze aux Jeux olympiques (1976).
- Ferenc Vozar, médaille de bronze aux Jeux olympiques (1976).
- Erich Weishaupt, médaille de bronze aux Jeux olympiques (1976).
- Jochen Hecht

## Judo

### Hommes
- Frank Möller (° 1970), médaille de bronze dans la catégorie des poids lourds (+95 kg) (1996).
- Udo Quellmalz (° 1967), champion olympique dans la catégorie des moins de 65 kg (1996).
- Andreas Tölzer (1980), 7e place dans la catégorie des +100 kg aux Jeux olympiques (2004).

### Femmes
- Yvonne Bönisch (° 1980), championne olympique dans la catégorie des moins de 57 kg (2004).

## Luge
- André Florschütz (° 1976), médaille d'argent en luge double aux Jeux de Turin en 2006, champion du monde en luge double en 2001 et 2005.

## Natation
- Uwe Daßler (° 1967), champion, vice-champion et médaillé de bronze aux Jeux olympiques de 1988, vice-champion du monde et 3 titres de champions d'Europe.
- Michael Gross (° 1964), 3 titres de champion olympique, 5 titres de champion du monde
- Franziska van Almsick
- Hannah Stockbauer
- Kristin Otto
- Antje Buschschulte
- Thomas Lurz
- Helge Meeuw
- Stefan Pfeiffer
- Thomas Rupprath
- Jens Schreiber
- Torsten Spanneberg
- Stev Theloke
- Sandra Völker
- Mark Warnecke
- Jörg Woithe

## Rugby à XV
- Albert Amrhein, vice-champion olympique en 1900
- Hans Botzong, champion d'Allemagne en 1927 et 1928
- Oskar Kreuzer (1887-1968), champion d'Allemagne en 1910 et 1913
- Robert Mohr (° 1978), joue en France au Stade rochelais
- Stan Pilecki (° 1947), a joué avec l'équipe d'Australie et les Queensland Reds au poste de pilier
- Klaus Wesch (° 1936), sept fois champion d’Allemagne, en 1954, 1955, 1956, 1958, 1962, 1969 et 1972

## Saut à ski
- Hans-Georg Aschenbach
- Jochen Danneberg
- Helmut Recknagel
- Christof Duffner
- Dieter Thoma
- Hansjörg Jäkle

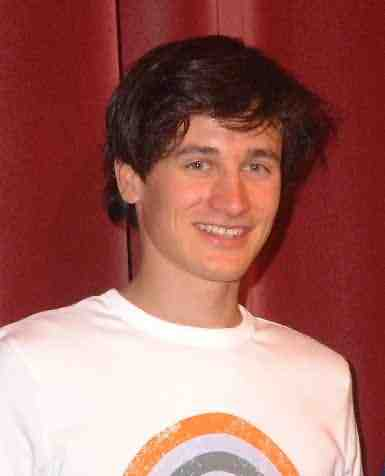
Martin Schmitt

- Michael Uhrmann (° 1978), champion olympique en 2002.
- Sven Hannawald (° 1974), champion olympique en 2002, vainqueur de la tournée des 4 tremplins en 2001 (seul sauteur à avoir fait le « Grand Chelem »).
- Maximilian Mechler (° 1984)
- Martin Schmitt (° 1978), champion olympique en 2002, vainqueur de la coupe du monde FIS en 1999 et en 2000.
- Jens Weissflog (° 1964), triple champion olympique
- Alexander Herr
- Stephan Hocke

## Tennis

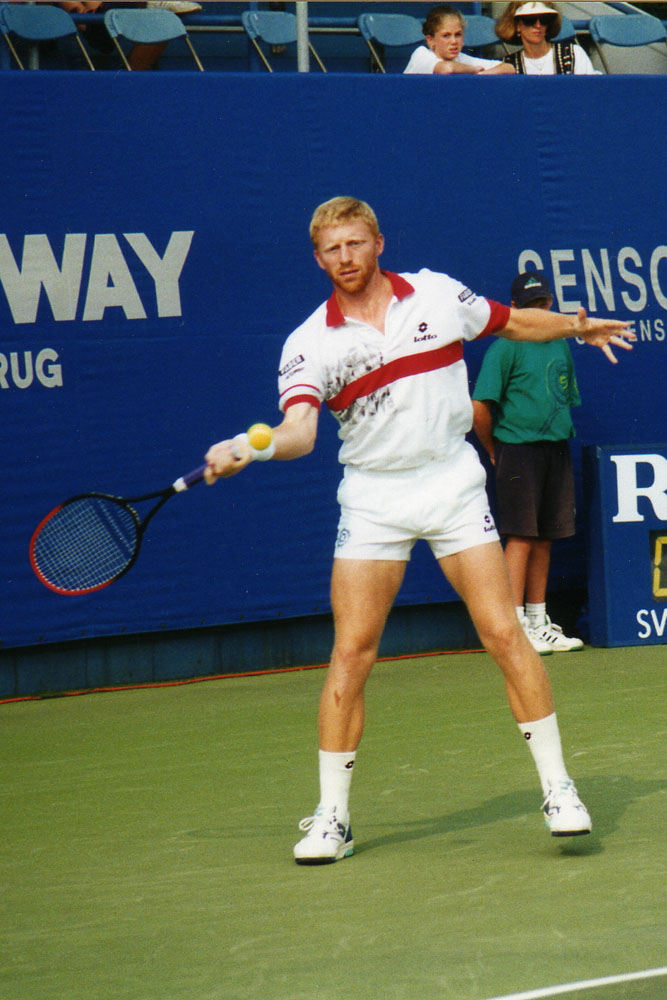
Boris Becker

### Hommes
- Boris Becker (° 1967), Vainqueur de l'Open d'Australie (1991 et 1996), du Tournoi de Wimbledon (1985, 1986 et 1989), de l'US Open (1989), champion olympique en double en 1992 (avec Michael Stich) .
- Lars Burgsmüller (° 1975),
- Oskar Kreuzer, médaille de bronze aux Jeux olympiques (1912).
- David Prinosil, médaille de bronze aux Jeux olympiques (1996).
- Michael Stich (° 1968), Vainqueur du tournoi de Wimbledon en 1991, champion olympique en double en 1992 (avec Boris Becker)
- Tommy Haas, médaille d'argent aux Jeux olympiques (2000),
- Nicolas Kiefer (1977).

### Femmes
- Steffi Graf (° 1969), gagnante de l'Open d'Australie (1988, 1989, 1990 et 1994), du tournoi de Roland Garros (1987, 1988, 1993, 1995, 1996  et 1999), du Tournoi de Wimbledon (1988, 1989, 1991,1992,1993, 1995 et 1996), de l'US Open (1988, 1989, 1993, 1995 et 1996), championne olympique en 1988.

## Tennis de table
- Jörg Rosskopf (né en 1969) champion d'Europe en 1992 et médaille d'argent en double aux Jeux olympiques d'été de 1992.
- Timo Boll (° 1981) médaille d'argent par équipes aux Jeux olympiques d'été de 2008, numéro 1 mondial en 2003, Champion d'europe en 2002, 2007 et 2008.

## Volley-ball
- Björn Andrae (° 1981)
- Eugen Bakumovski (° 1980)
- Frank Dehne (° 1976)
- Robert Kromm (° 1984)
- Christian Pampel (° 1979)
- Marcus Popp (° 1981)
- Curt Herman Toppel (° 1980)
- Norbert Walter (° 1979)